# 乐洞乡
乐洞乡，是中华人民共和国江西省赣州市崇义县下辖的一个乡镇级行政单位。

## 行政区划
乐洞乡下辖以下地区：
乐洞村、龙归村、陈洞村和高洞村。